# Pierre Lami
Pour les articles homonymes, voir Lami.
Ne doit pas être confondu avec Pierre Lamy.
Auguste Michel Marie Pierre Lami, né à Marseille le 3 mai 1909 et mort le 21 septembre 1994, est un administrateur colonial français qui fut en poste en Indochine et dans plusieurs pays africains.

## Biographie
Pierre Lami est né le 3 mai 1909 à Marseille.
Il est administrateur du poste de Kélo (Tchad) de 1935 à 1937.
De 1954 à 1956 il fait fonction de gouverneur en Côte d'Ivoire, puis devient gouverneur du Sénégal, succédant à Don Jean Colombani.
Il est nommé président du Conseil de gouvernement du territoire du Sénégal dans le gouvernement du 20 mai 1957, puis dans celui formé le 18 juin 1958. Mamadou Dia est son vice-président. Pierre Lami est connu pour avoir organisé le clergé islamique sénégalais en instaurant un titre de khalife général. Il a servi en Indochine où il a connu des régimes d'administration indirecte, laisse les coudées franches au vice-président, conformément à l'esprit de la loi-cadre de 1956. 
En 1968 il est nommé à la tête du Mouvement de réforme administrative (MRA) du Tchad indépendant.
Il meurt le 21 septembre 1994.